# Olympische Sommerspiele 1988/Rudern – Doppelzweier (Männer)
Der Ruderwettbewerb im Doppelzweier der Männer bei den Olympischen Spielen 1988 in Seoul wurde vom 19. bis zum 24. September 1988 auf der Misari Regatta Strecke in Hanam ausgetragen. 34 Athleten in 17 Booten traten an.
Der Wettbewerb, der über die olympische Ruderdistanz von 2000 Metern ausgetragen wurde, begann mit drei Vorläufen mit jeweils fünf oder sechs Mannschaften. Die jeweils erstplatzierten Boote der Vorläufe qualifizierten sich für das Halbfinale A/B, während die verbleibenden 14 Boote in den Hoffnungslauf gingen. Im Hoffnungslauf qualifizierten sich die erst-, zweit- und drittplatzierten Boote ebenfalls für das Halbfinale A/B, während die verbliebenen fünf Boote aus dem Wettbewerb ausschieden.
In den beiden Halbfinalläufen A/B qualifizierten sich die ersten drei Boote für das A-Finale, die Plätze 4 bis 6 qualifizierten sich für das B-Finale zur Ermittlung der Plätze 7 bis 12. Im A-Finale am 24. September 1988 kämpften die besten sechs Boote um olympische Medaillen.
Die jeweils qualifizierten Boote sind hellgrün unterlegt.
Als Favoriten auf den Titel wurde eine Mannschaft aus den kommunistischen Osteuropäischen Staaten gehandelt. Sowohl die amtierenden Weltmeister aus Bulgarien, als auch das Boot aus der DDR zählten dazu. Die DDR gewann 1985 den Titel im Doppelzweier und in den letzten beiden Jahren die Bronzemedaille. Die Sowjetunion hat zwar in den letzten 10 Jahren nur eine Medaille im Doppelzweier gewonnen, Silber 1985, schickte mit Wassili Jakuscha aber ihren besten Skuller im Doppelzweier nach Seoul. Jakuschka gewann unter anderem die Bronzemedaille im Einer bei der Weltmeisterschaft 1986.
Das Boot aus der Sowjetunion konnte auch gleich seinen Vorlauf gewinnen. Die anderen Vorläufe gewannen das Boot aus Dänemark und das aus den Niederlanden. In den Hoffnungsläufen gewannen die Boote aus der Schweiz, Ost- und Westdeutschland. Diese sechs Boote qualifizierten sich im Halbfinale für das A-Finale. Die Sowjetunion und die DDR konnten dabei jeweils ihr Halbfinale gewinnen. Diese beiden Boote gingen auch im Finale in Führung, doch noch vor der 1000-Meter-Marke fiel das Boot aus der DDR auf den dritten Platz zurück, als die Niederländer sich auf den zweiten Platz vorschoben. Anschließend überholten die Niederländer auch das Boot aus der Sowjetunion und gewannen die Goldmedaille. Auf den letzten 500 Metern drehten dann die Schweizer auf und überholten sowohl die DDR, als auch die Sowjetunion und konnten sich 28/100 Sekunden vor der Sowjetunion die Silbermedaille gewinnen.

## Titelträger
| Olympiasieger | Vereinigte Staaten Besatzung: Brad Alan Lewis, Paul Enquist | Los Angeles 1984 |
| Weltmeister   | Bulgarien Besatzung: Danail Jordanow, Wassil Radew          | Kopenhagen 1987  |

## Vorläufe
Montag, 19. September 1988
- Qualifikationsnormen: Platz 1 -> Halbfinale, ab Platz 2 -> Hoffnungslauf

### Vorlauf 1
| Platz | Nation             | Athleten                                | Zeit (min) | Qualifikation  |
| ----- | ------------------ | --------------------------------------- | ---------- | -------------- |
| 1     | Sowjetunion        | Oleksandr Martschenko, Wassili Jakuscha | 6:16,77    | Halbfinale A/B |
| 2     | Norwegen           | Per Sætersdal, Kjell Voll               | 6:18,63    | Hoffnungslauf  |
| 3     | Spanien            | José Manuel Bermúdez, Manuel Vera       | 6:26,78    | Hoffnungslauf  |
| 4     | Kanada             | Bruce Ford, Patrick Walter              | 6:29,94    | Hoffnungslauf  |
| 5     | Chile              | Alejandro Rojas, Marcelo Rojas          | 6:33,23    | Hoffnungslauf  |
| 6     | Vereinigte Staaten | Glenn Florio, Kevin Still               | 6:33,75    | Hoffnungslauf  |

### Vorlauf 2
| Platz | Nation     | Athleten                          | Zeit (min) | Qualifikation  |
| ----- | ---------- | --------------------------------- | ---------- | -------------- |
| 1     | Dänemark   | Bjarne Eltang, Per Rasmussen      | 6:13,19    | Halbfinale A/B |
| 2     | DDR        | Uwe Heppner, Uwe Mund             | 6:13,72    | Hoffnungslauf  |
| 3     | Bulgarien  | Wasil Radew, Daniel Jordanow      | 6:17,92    | Hoffnungslauf  |
| 4     | Schweiz    | Beat Schwerzmann, Ueli Bodenmann  | 6:22,39    | Hoffnungslauf  |
| 5     | Mexiko     | Luis Miguel García, Joaquín Gómez | 6:45,16    | Hoffnungslauf  |
| 6     | Österreich | Harald Faderbauer, Thomas Musyl   | 7:17,11    | Hoffnungslauf  |

### Vorlauf 3
| Platz | Nation         | Athleten                                  | Zeit (min) | Qualifikation  |
| ----- | -------------- | ----------------------------------------- | ---------- | -------------- |
| 1     | Niederlande    | Nico Rienks, Ronald Florijn               | 6:16,32    | Halbfinale A/B |
| 2     | BR Deutschland | Christian Händle, Ralf Thienel            | 6:21,95    | Hoffnungslauf  |
| 3     | Italien        | Roberto Fusaro, Mauro Jagodnich           | 6:26,19    | Hoffnungslauf  |
| 4     | Finnland       | Reima Karppinen, Jorma Lehtelä            | 6:28,22    | Hoffnungslauf  |
| 5     | Griechenland   | Konstantinos Ditsios, Pantelis Papaterpos | 6:35,72    | Hoffnungslauf  |

## Hoffnungsläufe
Mittwoch, 21. September 1988
- Qualifikationsnormen: Plätze 1-3 -> Halbfinale, ab Platz 4 -> ausgeschieden

### Hoffnungslauf 1
| Platz | Nation             | Athleten                          | Zeit (min) | Qualifikation  |
| ----- | ------------------ | --------------------------------- | ---------- | -------------- |
| 1     | DDR                | Uwe Heppner, Uwe Mund             | 6:40,67    | Halbfinale A/B |
| 2     | Finnland           | Reima Karppinen, Jorma Lehtelä    | 6:42,99    | Halbfinale A/B |
| 3     | Spanien            | José Manuel Bermúdez, Manuel Vera | 6:43,67    | Halbfinale A/B |
| 4     | Mexiko             | Luis Miguel García, Joaquín Gómez | 6:45,59    | ausgeschieden  |
| 5     | Vereinigte Staaten | Glenn Florio, Kevin Still         | 6:56,45    | ausgeschieden  |

### Hoffnungslauf 2
| Platz | Nation   | Athleten                         | Zeit (min) | Qualifikation  |
| ----- | -------- | -------------------------------- | ---------- | -------------- |
| 1     | Schweiz  | Beat Schwerzmann, Ueli Bodenmann | 6:37,86    | Halbfinale A/B |
| 2     | Norwegen | Per Sætersdal, Kjell Voll        | 6:41,15    | Halbfinale A/B |
| 3     | Italien  | Roberto Fusaro, Mauro Jagodnich  | 6:43,22    | Halbfinale A/B |
| 4     | Chile    | Alejandro Rojas, Marcelo Rojas   | 6:48,72    | ausgeschieden  |

### Hoffnungslauf 3
| Platz | Nation         | Athleten                                  | Zeit (min) | Qualifikation  |
| ----- | -------------- | ----------------------------------------- | ---------- | -------------- |
| 1     | BR Deutschland | Christian Händle, Ralf Thienel            | 6:37,84    | Halbfinale A/B |
| 2     | Bulgarien      | Wasil Radew, Daniel Jordanow              | 6:41,10    | Halbfinale A/B |
| 3     | Kanada         | Bruce Ford, Patrick Walter                | 6:46,55    | Halbfinale A/B |
| 4     | Griechenland   | Konstantinos Ditsios, Pantelis Papaterpos | 6:59,46    | ausgeschieden  |
| 5     | Österreich     | Harald Faderbauer, Thomas Musyl           | 7:56,37    | ausgeschieden  |

## Halbfinale
Donnerstag, 22. September 1988
- Qualifikationsnormen: Plätze 1-3 -> Finale A, ab Platz 4 -> Finale B

### Halbfinale A/B 1
| Platz | Nation         | Athleten                                | Zeit (min) | Qualifikation |
| ----- | -------------- | --------------------------------------- | ---------- | ------------- |
| 1     | Sowjetunion    | Oleksandr Martschenko, Wassili Jakuscha | 6:21,78    | Finale A      |
| 2     | BR Deutschland | Christian Händle, Ralf Thienel          | 6:23,55    | Finale A      |
| 3     | Dänemark       | Bjarne Eltang, Per Rasmussen            | 6:24,60    | Finale A      |
| 4     | Norwegen       | Per Sætersdal, Kjell Voll               | 6:24,87    | Finale B      |
| 5     | Kanada         | Bruce Ford, Patrick Walter              | 6:37,95    | Finale B      |
| 6     | Finnland       | Reima Karppinen, Jorma Lehtelä          | 6:43,31    | Finale B      |

### Halbfinale A/B 2
| Platz | Nation      | Athleten                          | Zeit (min) | Qualifikation |
| ----- | ----------- | --------------------------------- | ---------- | ------------- |
| 1     | DDR         | Uwe Heppner, Uwe Mund             | 6:17,89    | Finale A      |
| 2     | Niederlande | Nico Rienks, Ronald Florijn       | 6:19,57    | Finale A      |
| 3     | Schweiz     | Beat Schwerzmann, Ueli Bodenmann  | 6:19,99    | Finale A      |
| 4     | Bulgarien   | Wasil Radew, Daniel Jordanow      | 6:20,33    | Finale B      |
| 5     | Italien     | Roberto Fusaro, Mauro Jagodnich   | 6:27,60    | Finale B      |
| 6     | Spanien     | José Manuel Bermúdez, Manuel Vera | 6:31,03    | Finale B      |

## Finale

### A-Finale
Samstag, 24. September 1988, 2:13 Uhr MESZ

Anmerkung: zur Ermittlung der Plätze 1 bis 6
| Platz | Nation         | Athleten                                | Zeit (min) |
| ----- | -------------- | --------------------------------------- | ---------- |
| 1     | Niederlande    | Nico Rienks, Ronald Florijn             | 6:21,13    |
| 2     | Schweiz        | Beat Schwerzmann, Ueli Bodenmann        | 6:22,59    |
| 3     | Sowjetunion    | Oleksandr Martschenko, Wassili Jakuscha | 6:22,87    |
| 4     | BR Deutschland | Christian Händle, Ralf Thienel          | 6:24,97    |
| 5     | DDR            | Uwe Heppner, Uwe Mund                   | 6:26,20    |
| 6     | Dänemark       | Bjarne Eltang, Per Rasmussen            | 6:26,98    |

### B-Finale
Freitag, 23. September 1988, 0:59 Uhr MESZ

Anmerkung: zur Ermittlung der Plätze 7 bis 12
| Platz | Nation    | Athleten                          | Zeit (min) |
| ----- | --------- | --------------------------------- | ---------- |
| 7     | Spanien   | José Manuel Bermúdez, Manuel Vera | 7:02,34    |
| 8     | Bulgarien | Wasil Radew, Daniel Jordanow      | 7:04,39    |
| 9     | Italien   | Roberto Fusaro, Mauro Jagodnich   | 7:06,01    |
| 10    | Kanada    | Bruce Ford, Patrick Walter        | 7:07,31    |
| 11    | Norwegen  | Per Sætersdal, Kjell Voll         | 7:09,42    |
| 12    | Finnland  | Reima Karppinen, Jorma Lehtelä    | 7:20,72    |